# Andorre aux Jeux olympiques d'été de 2004
L'Andorre participe aux Jeux olympiques d'été de 2004 à Athènes en Grèce du 13 août au 29 août 2004. Il s'agit de 8e participation à des Jeux olympiques d'été. La délégation d'Andorre est composé de 6 athlètes (4 hommes et 2 femmes). Aucun de ces 6 athlètes n'a remporté de médailles.
L'athlète le plus jeune est Hocine Haciane (natation) avec 18 ans et l'athlète le plus âgé est Francesc Repiso Romero (tir) avec 40 ans.

## Résultats

### Athlétisme
Hommes
Courses
| Athlète        | Épreuve  | Séries   | Séries | Quarts de finale | Quarts de finale | Demi-finales | Demi-finales | Finale        | Finale |
| Athlète        | Épreuve  | Résultat | Rang   | Résultat         | Rang             | Résultat     | Rang         | Résultat      | Rang   |
| -------------- | -------- | -------- | ------ | ---------------- | ---------------- | ------------ | ------------ | ------------- | ------ |
| Antoni Bernadó | Marathon | NC       | NC     | NC               | NC               | NC           | NC           | 2 min 23 s 55 | 57e    |

Femmes
Courses
| Athlète          | Épreuve | Séries        | Séries                   | Quarts de finale | Quarts de finale | Demi-finales | Demi-finales | Finale   | Finale |
| Athlète          | Épreuve | Résultat      | Rang                     | Résultat         | Rang             | Résultat     | Rang         | Résultat | Rang   |
| ---------------- | ------- | ------------- | ------------------------ | ---------------- | ---------------- | ------------ | ------------ | -------- | ------ |
| Cristina Llovera | 1500 m  | 4 min 44 s 40 | 13e - série 1 (éliminée) | –                | –                | –            | –            | –        | –      |

### Judo
| Athlète     | Compétition    | 1/32 de finale                  | 1/16 de finale      | 1/8 de finale       | Quarts de finale    | Demi-finales        | Repêchage 1         | Repêchage 2         | Finale              | Finale |
| Athlète     | Compétition    | Adversaire Résultat             | Adversaire Résultat | Adversaire Résultat | Adversaire Résultat | Adversaire Résultat | Adversaire Résultat | Adversaire Résultat | Adversaire Résultat | Rang   |
| ----------- | -------------- | ------------------------------- | ------------------- | ------------------- | ------------------- | ------------------- | ------------------- | ------------------- | ------------------- | ------ |
| Toni Besoli | Moins de 90 kg | Battu par Geraldino (DOM) ippon | –                   | –                   | –                   | –                   | –                   | –                   | –                   | –      |

### Tir
Trap hommes :
- Francesc Repiso Romero : Se classe 35e avec un score de 106. Non qualifié en finale.

### Natation
100 m nage libre femmes :
- Carolina Cerqueda : En série : 1 min 00 s 38 (→ éliminée, 48e place)

200 m 4 nages individuel Hommes :
- Hocine Haciane : En série : 2 min 06 s 48 (→ éliminée, 36e place)

## Officiels
- Président : Jaume Martí Mandicó
- Secrétaire Général : Comitè Olímpic Andorrà